# Nita Naldi

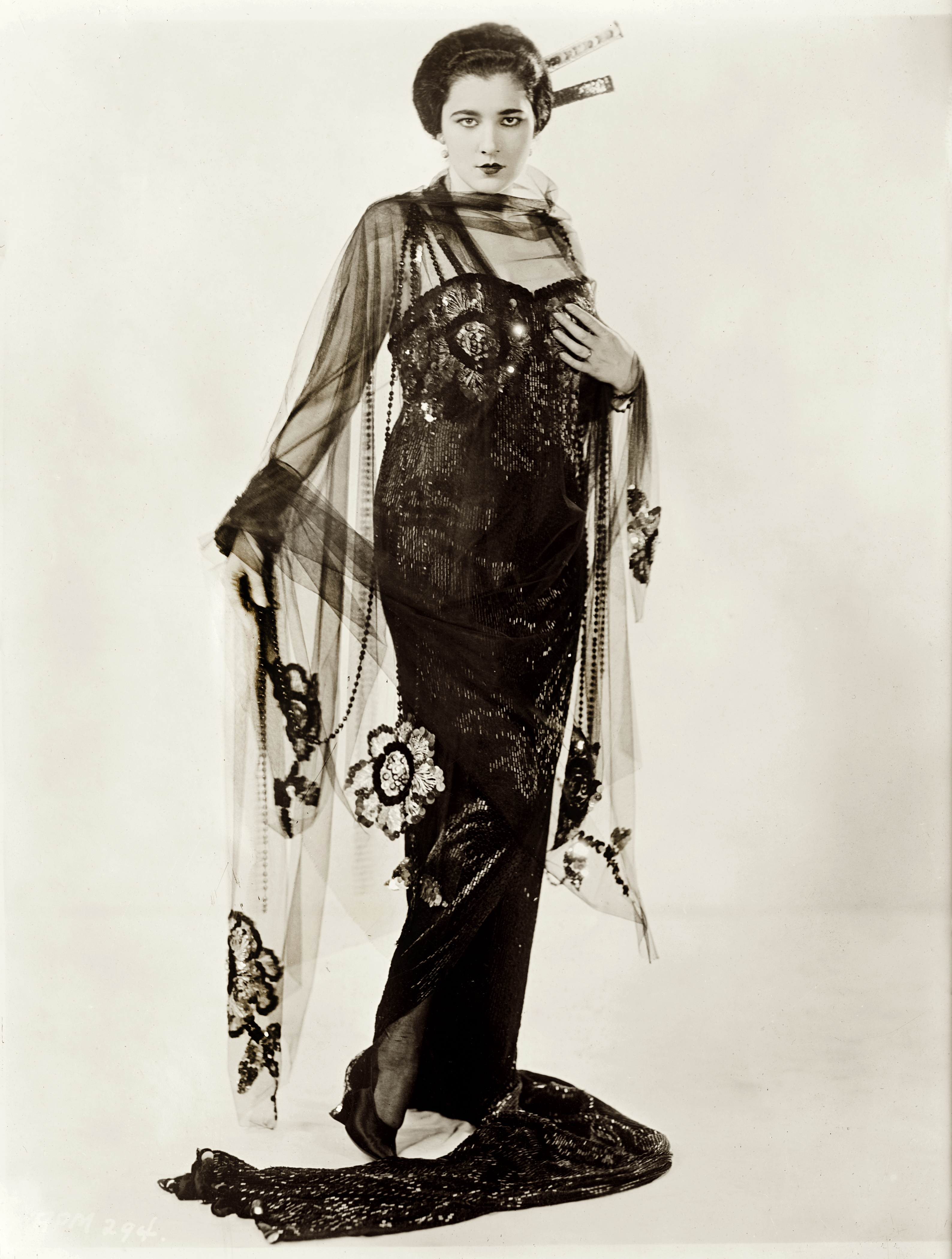
Nita Naldi (1921)

Nita Naldi, geboren als Mary Nonna Dooley (* 13. November 1894 in New York City, USA; † 17. Februar 1961 ebenda), war eine US-amerikanische Schauspielerin der Stummfilmzeit.

## Leben
Nita Naldi wurde in New York als Kind einer irisch-italienischen Arbeiterfamilie geboren. Sie begann ihre Karriere als Tänzerin unter anderem bei den Ziegfeld Follies. 1919 ging sie mit einem Vertrag von Paramount Pictures zum Film und spielte 1920 neben John Barrymore in Dr. Jekyll und Mr. Hyde. Ihre exotische Ausstrahlung legten sie rasch auf die Rolle des Vamps und der skrupellosen Verführerin fest. Den Durchbruch zum Star hatte sie 1922 in der Verfilmung des populären Romans Blood and Sand von Vicente Blasco Ibáñez als Frau, die Rudolph Valentino sexuell zugrunde richtet. Beide spielten danach noch in den Filmen The Sainted Devil und Cobra zusammen. Naldi bekam von der Presse den Spitznamen der weibliche Valentino. Cecil B. DeMille setzte Naldi ebenfalls als verworfene Frau in Die zehn Gebote ein. Schon ab Mitte der Dekade nahm die Popularität von Nita Naldi ab, auch weil der Rollentypus des männermordenden Vamps altmodisch wurde. Sie ging unter anderem nach England, wo sie 1926 einen Auftritt in dem heute verschollenen Film Der Bergadler hatte, einer der ersten Regiearbeiten von Alfred Hitchcock. Den Sprung zum Tonfilm schaffte Naldi, die einen starken Brooklyn-Akzent hatte, nicht mehr und sie hatte ihren letzten Auftritt auf der Leinwand 1929 in einem italienischen Film. Im August 1929 heiratete Naldi den aus wohlhabender Familie stammenden James Searle Barclay. Die Ehe hielt bis zu Barclays Tod 1945 und blieb kinderlos.
In den 1930er-Jahren versuchte Naldi, ihre Karriere beim Theater zu beleben, jedoch mit mäßigem Erfolg. 1933 musste sie Insolvenz anmelden. Während der 1940er- und 1950er-Jahre nahm Naldi kleinere Rollen und Auftritte im weniger angesehenen Off-Broadway-Bereich an, was der Schauspielerin allerdings nicht ausreichte, um sich über Wasser zu halten. Sie war auf Hilfe durch Freunde und den Actor’s Fund angewiesen, einer Organisation, die mittellosen Schauspielern finanziell half.
Erst 1952, 25 Jahre nach ihrer letzten Filmrolle, spielte sie an der Seite von Uta Hagen ihre letzte Theaterrolle In Any Language. Drei Jahre darauf, 1955, half sie der Schauspielerin Carol Channing bei der Vorbereitung auf das Musical The Vamp. Aus diesem Anlass wurde Naldi vom späteren New-Journalism-Mitbegründer Gay Talese interviewt; der daraus entstehende Artikel wurde Taleses erster im New York Times Sunday Magazine veröffentlichter Text.
Naldis Gesundheit und Augenlicht verschlechterten sich ab Mitte der 1950er zusehends, was dazu führte, dass sie sich zunehmend zurückzog und nicht mehr in der Öffentlichkeit zeigte. Die Schauspielerin starb mit 66 Jahren, weitgehend vergessen, am 17. Februar 1961 an einem Herzinfarkt. Für ihren Beitrag zur Filmindustrie erhielt Nita Naldi einen Stern auf dem Hollywood Walk of Fame. Der Großteil ihrer Filme ist heute verschollen oder nur fragmentarisch erhalten.

## Filmografie (Auswahl)
- 1920: Dr. Jekyll und Mr. Hyde (Dr. Jekyll and Mr. Hyde)
- 1920: The Common Sin
- 1922: Der Mann aus dem Jenseits (The Man from Beyond)
- 1922: Blut und Sand (Blood and Sand)
- 1923: Hollywood
- 1923: Die Zehn Gebote (The Ten Commandments)
- 1924: The Breaking Point
- 1924: Die Bluthochzeit der Castros (A Sainted Devil)
- 1925: Die Frau, die gelogen hat (The Lady Who Lied)
- 1925: Cobra
- 1925: What Price Beauty?
- 1926: Der Bergadler (The Mountain Eagle)
- 1926: Die Pratermizzi
- 1926: Lolotte das Modell (La Femme nue)